# Керен Шломо
Керен Шломо (нар. 14 січня 1988) — колишня ізраїльська тенісистка.
Найвищу одиночну позицію світового рейтингу — 359 місце досягла 7 травня 2012, парну — 341 місце — 18 червня 2012 року.
Здобула 3 одиночні та 9 парних титулів туру ITF.
Завершила кар'єру 2018 року.

## Фінали ITF (12–27)

### Одиночний розряд (3–9)
| Легенда          |
| ---------------- |
| Турніри $100,000 |
| Турніри $75,000  |
| Турніри $50,000  |
| Турніри $25,000  |
| Турніри $15,000  |

| Фінали за покриттям |
| ------------------- |
| Тверде (3–9)        |
| Ґрунт (0–0)         |
| Трава (0–0)         |
| Килим (0–0)         |

| Результат | Ранг | Дата            | Турнір                           | Покриття | Суперниця        | Рахунок            |
| --------- | ---- | --------------- | -------------------------------- | -------- | ---------------- | ------------------ |
| Поразка   | 1.   | 2 жовтня 2007   | Мітилена, Греція                 | Тверде   | Ольга Брозда     | 2–6, 4–6           |
| Поразка   | 2.   | 25 травня 2009  | Нью-Делі, Індія                  | Тверде   | Дуань Їнїн       | 3–6, 4–6           |
| Перемога  | 1.   | 26 жовтня 2009  | Тель-Авів, Ізраїль               | Тверде   | Поліна Родіонова | 5–7, 6–4, 7–5      |
| Поразка   | 3.   | 24 травня 2010  | Раанана, Ізраїль                 | Тверде   | Юлія Глушко      | 1–6, 3–6           |
| Перемога  | 2.   | 2 травня 2011   | Гайдарабад (місто, Індія), Індія | Тверде   | Han Na-lae       | 6–1, 6–4           |
| Перемога  | 3.   | 9 травня 2011   | Нью-Делі, Індія                  | Тверде   | Misa Kinoshita   | 2–6, 6–2, 6–2      |
| Поразка   | 4.   | 23 травня 2011  | Раанана, Ізраїль                 | Тверде   | Valeria Patiuk   | 4–6, 6–2, 1–6      |
| Поразка   | 5.   | 20 червня 2011  | Нью-Делі, Індія                  | Тверде   | Птерна Бгамбрі   | 2–6, 3–6           |
| Поразка   | 6.   | 12 березня 2012 | Мумбаї, Індія                    | Тверде   | Йована Якшич     | 3–6, 6–7(5–7)      |
| Поразка   | 7.   | 3 грудня 2012   | Potchefstroom, ПАР               | Тверде   | Шанель Сіммондс  | 1–6, 4–6           |
| Поразка   | 8.   | 3 червня 2013   | Герцлія, Ізраїль                 | Тверде   | Деніз Хазанюк    | 1–6, 4–6           |
| Поразка   | 9.   | 17 серпня 2015  | Ізмір, Туреччина                 | Тверде   | Айла Аксу        | 6–2, 4–6, 6–7(4–7) |

### Парний розряд (9–18)
| Легенда          |
| ---------------- |
| Турніри $100,000 |
| Турніри $75,000  |
| Турніри $50,000  |
| Турніри $25,000  |
| Турніри $15,000  |

| Фінали за покриттям |
| ------------------- |
| Тверде (8–17)       |
| Ґрунт (1–1)         |
| Трава (0–0)         |
| Килим (0–0)         |

| Результат | Ранг | Дата              | Турнір                        | Покриття | Партнерка              | Суперниці                             | Рахунок               |
| --------- | ---- | ----------------- | ----------------------------- | -------- | ---------------------- | ------------------------------------- | --------------------- |
| Поразка   | 1.   | 18 червня 2007    | Алкобаса, Португалія          | Тверде   | Жуана Пангаю Перейра   | Мелані Глорія Каді Пулер              | 1–6, 4–6              |
| Поразка   | 2.   | 19 листопада 2007 | Рамат-га-Шарон, Ізраїль       | Тверде   | Юлія Глушко            | Ірина Бремон Мика Урбанчич            | 4–6, 1–6              |
| Перемога  | 1.   | 2 березня 2009    | Раанана, Ізраїль              | Ґрунт    | Зара Гронерт           | Луція Коварчикова Зузана Лінгова      | 7–5, 7–5              |
| Поразка   | 3.   | 25 травня 2009    | Нью-Делі, Індія               | Тверде   | Крістіна Пейковіч      | Рушмі Чакравартхі He Chunyan          | 2–6, 1–6              |
| Поразка   | 4.   | 21 вересня 2009   | Деградун, Індія               | Тверде   | Пуджашрі Венкатеша     | Каватоко Мое Мікі Міямура             | 1–6, 3–6              |
| Поразка   | 5.   | 19 жовтня 2009    | Лагос, Нігерія                | Тверде   | Чен Астрого            | Ніна Братчикова Анна Герасімоу        | 4–6, 5–7              |
| Перемога  | 2.   | 26 жовтня 2009    | Тель-Авів, Ізраїль            | Тверде   | Чен Астрого            | Maya Gaverova Anna Rapoport           | 6–7(5–7), 6–4, [10–7] |
| Перемога  | 3.   | 24 травня 2010    | Раанана, Ізраїль              | Тверде   | Юлія Глушко            | Ефрат Мішор Anna Rapoport             | 3–6, 7–6(8–6), [10–3] |
| Перемога  | 4.   | 13 вересня 2010   | Мітилена, Греція              | Тверде   | Чен Астрого            | Башак Ерайдин Діана Ісаєва            | 6–1, 6–3              |
| Поразка   | 6.   | 20 вересня 2010   | Салоніки, Греція              | Ґрунт    | Чен Астрого            | Кім Грайдек Anastasia Mukhametova     | 2–6, 3–6              |
| Поразка   | 7.   | 13 червня 2011    | Нью-Делі, Індія               | Тверде   | Рушмі Чакравартхі      | Kim Hae-sung Kim Ju-eun               | 3–6, 4–6              |
| Поразка   | 8.   | 20 червня 2011    | Нью-Делі, Індія               | Тверде   | Рушмі Чакравартхі      | Kim Hae-sung Kim Ju-eun               | 5–7, 0–6              |
| Поразка   | 9.   | 16 січня 2012     | Ле-Гозьє, Гваделупа, Франція  | Тверде   | Маргарита Лазарева     | Вітні Джонс Ясмін Шнак                | 6–2, 4–6, [14–16]     |
| Перемога  | 5.   | 1 жовтня 2012     | Каламата, Греція              | Тверде   | Huỳnh Phương Đài Trang | Катінка фон Дайхманн Stefanie Stemmer | 3–6, 6–2, [12–10]     |
| Перемога  | 6.   | 3 грудня 2012     | Potchefstroom, ПАР            | Тверде   | Кім Грайдек            | Лінн Кіро Зара Разафімахатратра       | 2–6, 6–4, [10–8]      |
| Поразка   | 10.  | 10 грудня 2012    | Potchefstroom, ПАР            | Тверде   | Кім Грайдек            | Лінн Кіро Зара Разафімахатратра       | w/o                   |
| Поразка   | 11.  | 29 квітня 2013    | Ашкелон, Ізраїль              | Тверде   | Лора Діґмен            | Пія Кеніг Естер Масурі                | 0–1, знялася          |
| Перемога  | 7.   | 3 червня 2013     | Герцлія, Ізраїль              | Тверде   | Lee Or                 | Міхаела Фрліцка Evgeniya Svintsova    | w/o                   |
| Перемога  | 8.   | 23 вересня 2013   | Афіни, Греція                 | Тверде   | Saray Sterenbach       | Lee Pei-chi Марія Саккарі             | 3–6, 6–1, [10–8]      |
| Поразка   | 12.  | 8 грудня 2014     | Тель-Авів, Ізраїль            | Тверде   | Valeria Patiuk         | Юлія Хелбет Марта Пайгіна             | 4–6, 2–6              |
| Перемога  | 9.   | 1 червня 2015     | Рамат-Ган, Ізраїль            | Тверде   | Valeria Patiuk         | Офрі Ланкрі Alona Pushkarevsky        | 6–4, 6–2              |
| Поразка   | 13.  | 8 червня 2015     | Рамат-Ган, Ізраїль            | Тверде   | Valeria Patiuk         | Офрі Ланкрі Alona Pushkarevsky        | 3–6, 4–6              |
| Поразка   | 14.  | 24 серпня 2015    | Анталія, Туреччина            | Тверде   | Кім Грайдек            | Альона Фоміна Alina Wessel            | 3–6, 3–6              |
| Поразка   | 15.  | 25 січня 2016     | Сен-Мартен (Франція), Франція | Тверде   | Alexandra Morozova     | Еміна Бектас Alexa Bortles            | 4–6, 2–6              |
| Поразка   | 16.  | 30 травня 2016    | Кір'ят-Шмона, Ізраїль         | Тверде   | Влада Єкшибарова       | Naomi Totka Ана Веселинович           | 1–6, 6–1, [6–10]      |
| Поразка   | 17.  | 12 вересня 2016   | Ашкелон, Ізраїль              | Тверде   | Alona Pushkarevsky     | Влада Єкшибарова Медлін Кобелт        | 6–4, 5–7, [8–10]      |
| Поразка   | 18.  | 28 листопада 2016 | Рамат-Ган, Ізраїль            | Тверде   | Даяна Негряну          | Влада Єкшибарова Катерина Яшина       | 2–6, 6–7(4–7)         |

## Участь у Кубку Федерації

### Одиночний розряд
| Розіграш                                | Стадія | Дата          | Місце               | Супротивник | Покриття   | Суперниця     | W/L | Рахунок  |
| --------------------------------------- | ------ | ------------- | ------------------- | ----------- | ---------- | ------------- | --- | -------- |
| 2010 Fed Cup Europe/Africa Zone Group I | R/R    | 4 лютого 2010 | Лісабон, Португалія | Болгарія    | Тверде (i) | Дія Евтімова  | L   | 0–6, 3–6 |
| 2010 Fed Cup Europe/Africa Zone Group I | P/O    | 6 лютого 2010 | Лісабон, Португалія | Данія       | Тверде (i) | Май Граге     | L   | 4–6, 4–6 |
| 2014 Fed Cup Europe/Africa Zone Group I | P/O    | 9 лютого 2014 | Будапешт, Угорщина  | Hungary     | Тверде (i) | Река Луца Яні | L   | 4–6, 3–6 |
| 2015 Fed Cup Europe/Africa Zone Group I | R/R    | 4 лютого 2015 | Будапешт, Угорщина  | Croatia     | Тверде (i) | Ана Конюх     | L   | 3–6, 0–6 |

### Парний розряд
| Розіграш                                | Стадія | Дата          | Місце               | Супротивник                                   | Покриття   | Партнерка          | Суперниці                               | W/L | Рахунок       |
| --------------------------------------- | ------ | ------------- | ------------------- | --------------------------------------------- | ---------- | ------------------ | --------------------------------------- | --- | ------------- |
| 2010 Fed Cup Europe/Africa Zone Group I | R/R    | 5 лютого 2010 | Лісабон, Португалія | Збірна Нідерландів з тенісу в Кубку Федерації | Тверде (i) | Чен Астрого        | Рішель Гогеркамп Нікол Тіссен           | L   | 3–6, 3–6      |
| 2011 Fed Cup Europe/Africa Zone Group I | R/R    | 4 лютого 2011 | Ейлат, Ізраїль      | Болгарія                                      | Тверде     | Valeria Patiuk     | Дія Евтімова Магдалена Малеєва          | L   | 3–6, 4–6      |
| 2012 Fed Cup Europe/Africa Zone Group I | R/R    | 3 лютого 2012 | Ейлат, Ізраїль      | Велика Британія                               | Тверде     | Юлія Глушко        | Лора Робсон Гезер Вотсон                | L   | 2–6, 1–6      |
| 2013 Fed Cup Europe/Africa Zone Group I | R/R    | 6 лютого 2013 | Ейлат, Ізраїль      | Туреччина                                     | Тверде     | Valeria Patiuk     | Башак Ерайдин Іпек Сойлу                | L   | 2–6, 1–6      |
| 2014 Fed Cup Europe/Africa Zone Group I | P/O    | 9 лютого 2014 | Будапешт, Угорщина  | Hungary                                       | Тверде (i) | Офрі Ланкрі        | Река Луца Яні Сабіна Славіковіч         | L   | 3–6, 4–6      |
| 2015 Fed Cup Europe/Africa Zone Group I | R/R    | 4 лютого 2015 | Будапешт, Угорщина  | Croatia                                       | Тверде (i) | Alona Pushkarevsky | Дарія Юрак Ана Конюх                    | L   | 0–6, 0–6      |
| 2015 Fed Cup Europe/Africa Zone Group I | R/R    | 6 лютого 2015 | Будапешт, Угорщина  | Латвія                                        | Тверде (i) | Alona Pushkarevsky | Dārta Elizabete Emuliņa Олена Остапенко | L   | 3–6, 6–2, 3–6 |